# 트레이시 넬슨

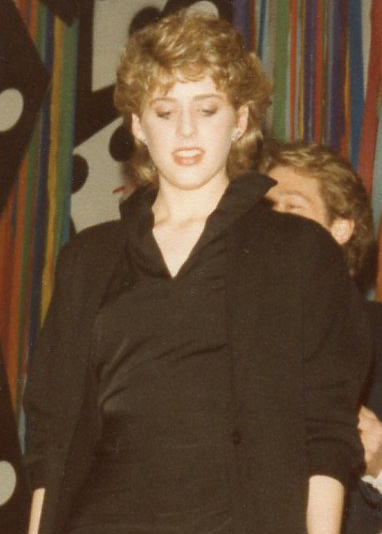

트레이시 넬슨(Tracy Nelson, 1963년 10월 25일 ~ )는 미국의 텔레비전 배우, 영화배우, 연극 배우이다.
샌타모니카에서 태어났다.

## 영화
- 마이 스텝브라더스 이즈 어 뱀파이어!?! (2013년)
- 그랜파 포 크리스마스 (2007년)
- 어 킬러 업스테어스 (2005년)
- 박쥐 2 (2001년)
- 더 나이트 콜러 (1998년)
- 사랑과 배신 (1992년)
- 머피 브라운 (1988년)
- 프레저 (1986년)
- 비버리 힐의 낮과 밤 (1986년)
- 마리아스 러버 (1984년)
- 나, 너 그리고 우리 (1968년) - 저메인 비어즐리 역